# 李仙娥
李仙娥（12世纪－1233年），东夏（又作东真）的皇后。13世纪前期高麗人、金人及东夏的创立者蒲鮮萬奴的夫人。
1233年蒲鮮萬奴被蒙古人所擒，东夏灭亡。李仙娥與耶律留哥的副手可特哥再婚。